# Regimiento de Infantería de Monte 4
El Regimiento de Infantería de Monte 4 «Cnel. Manuel Fraga» (RI Mte 4) es una unidad táctica de infantería del Ejército Argentino con asiento de paz en la guarnición de ejército de Monte Caseros, provincia de Corrientes, y con dependencia orgánica de la III Brigada de Monte.

## Historia
Por decreto de la Primera Junta del 29 de mayo de 1810, fue creado el Ejército Patrio. Así, el Batallón de Montañeses, creado en 1806, fue denominado en lo sucesivo Regimiento 4 de Infantería de Línea. El 4 participó en la primera expedición auxiliadora al Alto Perú, bajo el mando del brigadier Antonio González Balcarce, peleando en Cotagaita y Suipacha. Participó del Sitio de Montevideo, peleando en Cerrito.
En la Guerra del Paraguay, el 4 formó en la 2.ª División del I Cuerpo, al mando del brigadier Wenceslao Paunero. En 1865 y 1866 peleó en Yatay, Uruguayana, Tuyutí, Estero Bellaco, Yataití-Corá y Curupaity. En el asalto de Curupaity, murió por heridas su jefe el coronel Manuel Fraga. Posteriormente en 1868 peleó en Humaitá y Lomas Valentinas y en 1869 estuvo presente en la ocupación de Asunción. En Lomas Valentinas nuevamente perdió su jefe, el teniente coronel Florencio Romero.
En 1870 participó de la represión del alzamiento de Ricardo López Jordán en la provincia de Entre Ríos. En 1874 integró las fuerzas revolucionarias durante la Revolución de Bartolomé Mitre contra el gobierno nacional, rápidamente aplastada, y terminando disuelto. Fue reorganizado con posteridad.
Marchó al norte, participando de la Conquista del Chaco en 1883. De vuelta a la Capital Federal, estuvo a tiempo el estallido de la Revolución de 1890. Así, formó parte de las fuerzas nacionales en defensa del gobierno durante la Revolución de 1890.
Desde 1907 hasta 1923 estuvo con asiento en Capital, trasladándose a Campo de Mayo. A partir de 1924 fue unidad de apoyo a la Escuela de Infantería, instituto de perfeccionamiento. Así, en 1943 fue denominado Regimiento de Infantería 4-Escuela. En 1964 en contexto de una reestructuración del Ejército, quedó separado del instituto y se instaló en el cuartel militar de Monte Caseros, provincia de Corrientes.
En el año 1917 el Regimiento de Infantería 4 pasó a depender de la II Brigada de Infantería, 1.ª División de Ejército.
En 1964 fue organizado con asiento en Monte Caseros y encuadrado en la III Brigada de Infantería, con comando en Curuzú Cuatiá.
El Regimiento de Infantería 4 integró el Agrupamiento C que se desplazó a la provincia de Tucumán por orden del Comando General del Ejército para reforzar la V Brigada de Infantería que llevaba adelante el Operativo Independencia. El Agrupamiento C se turnaba con los Agrupamientos A y B, creados para el mismo fin.
El Regimiento de Infantería 4 conformó junto al Regimiento de Infantería 12, la Fuerza de Tareas «Caseros», que tenía asiento en el cuartel del Batallón de Arsenales 121 y operaba en Rosario.
El Regimiento de Infantería 4 conformó el Área 242, cuya jurisdicción era el departamento Monte Caseros.

### Guerra de las Malvinas
El Regimiento de Infantería 4 bajo el mando del teniente coronel Diego Soria sirvió en el flanco sur del dispositivo de defensa de Puerto Argentino. El Regimiento era componente de la X Brigada de Infantería Mecanizada conducida por el general de brigada Oscar Luis Jofre.
El 29 de mayo el comandante de las Malvinas Mario Benjamín Menéndez transfirió el Regimiento 4 a la Agrupación Ejército Puerto Argentino. El jefe de este comando indicó a la unidad ocupar los montes Dos Hermanas y Harriet.

#### Incursión en monte Wall
El 3 de junio, la Tropa de Exploración del teniente Chris Marwood del 42 CDO en Monte Wall, acompañada por un equipo de control aéreo de la RAF (al mando del Teniente Dennis Marshall-Hasdell), detectó una patrulla de combate del RI 4 (parte del 3.er Sección del subteniente Lautaro Jiménez Corbalán de la Compañía B del monte Harriet). El pelotón británico abrió fuego y dos conscriptos murieron en el choque (Celso Páez y Roberto Ledesma), y un cabo (Nicolás Odorcic) cayó alcanzado por un disparo en el casco, de uno de los francotiradores de los Marines Reales mientras se refugiaba entre las rocas.
Esta acción llamó la atención hacia su expuesta posición frontal, y refuerzos argentinos del Cerro Dos Hermanas pasaron al asalto. El teniente Marshal-Hasdell recuerda que:

Nos separamos de nuestras pesadas mochilas con las radios y todo nuestro equipo. La patrulla se dispersó por un área bastante grande, con un montón de gritos, ruido y disparos tomando lugar. Los Marines abandonaron todo su equipo, y aunque nadie nos dijo, quedó claro que íbamos a retirarnos. Sin información, y probablemente teniendo que combatir en nuestro camino de salida, Dave Greedus y yo decidimos abandonar nuestro equipo, destruyéndolo lo más que pudimos. Fue suficiente con los dos aparatos de radio (HF y UHF ), ¡pero la unidad de marcación láser de objetivos HAZE fue diseñada para soportar el peso de un tanque!

El marcador láser de objetivos recuperado intacto en la incursión reveló que los Marines Reales tenían planeado destruir los búnkeres argentinos en monte Harriet, con bombas del aire guiadas por láser. De acuerdo al capitán Hugo Ranieri de la 3.ª Sección de Asalto de la Compañía de Comandos 602:

Una noche tuvimos una misión  de combate, sería el 2 o 3 de junio, en el monte Wall. Salimos desde el puesto del teniente primero Carlos Alberto Arroyo, jefe de la compañía “B” en el monte Harriet, de destacada actuación, un gran oficial, para tener en cuenta ... Tomamos el armamento, nos enmascaramos y salimos hacia el Wall. Debimos andar haciendo zigzag para atravesar varios campos minados ... Habíamos coordinado fuego de artillería para las veintidós horas y teníamos que alcanzar un punto. A esa hora la primera batería empezó a batir el Wall. Cuando iba a hacer fuego la segunda batería, el mayor Aldo Rico apreció que lo iba a hacer donde estábamos nosotros. Ordenó entonces milagrosamente adelantarnos como ciento cincuenta metros a una especie de zanjón ... El mayor no quiso perder más tiempo y ordenó el asalto al monte. Pasamos al ataque y nos encontramos con que los ingleses se habían retirado abandonando todo; supongo que por el fuego de artillería. Había mucho equipo: mochilas completas, bolsas cama, cascos, telémetros laséricos, radios, baterías de radio, linternas de señales, comida, varios dispositivos de antenas. Es decir, era todo un equipo para un puesto adelantado para pasar información hacia atrás. Con sofisticados elementos además para la detección de nuestras posiciones, tanto para apuntar como para reglar la artillería.

Al día siguiente los Marines Reales de la Tropa 10 volvieron a ocupar el puesto de observación del monte Wall sin ninguna oposición.

### Condecoraciones
El RI 4 tuvo un total de 22 muertos en combate (dos oficiales, cuatro suboficiales y 16 soldados clase 62/63), declarados héroes nacionales por la ley 24950/1998 firmada por el Congreso de la Nación junto a los otros combatientes de las Fuerzas Armadas caídos en 1982. La superioridad nombró jefe honorario del RI 4 al general de brigada VGM Diego Alejandro Soria.

## Actividad posterior
El 16 de enero de 1988 el RI 4 adhirió al segundo alzamiento "carapintada" protagonizado por el teniente coronel Aldo Rico, quien se estableció en el cuartel de Monte Caseros, preparando una resistencia. Era el segundo de una serie de alzamientos iniciado un año antes. Rodearon al cuartel las tropas leales al mando del jefe del Ejército, teniente general José Dante Caridi, obligando al jefe rebelde rendirse. El 18 de enero Rico se entregó.
En 1992 se unió a la Escuela de Infantería convirtiéndose en el acto en unidad mecanizada. Con posteridad, en 2003 fue encuadrado en el Destacamento de Armas Combinadas "Duque de Caxias". En 2019 el RI Mec 4 inició un proceso de conversión en unidad de monte uniéndose a la III Brigada de Monte con comando en Resistencia, denominándose en lo sucesivo Regimiento de Infantería de Monte 4.
El 12 de junio de 2004 la superioridad impuso el nombre histórico "Coronel Manuel Fraga" en evocación a su jefe caído en el asalto de Curupaytí.
En 2019 el Regimiento cambia la denominación a infantería de monte reorganizando la unidad en una con la capacidad de operar en territorio de difícil acceso (selva, bosque) perdiendo su capacidad mecanizada pero obteniendo la condición de tropa especial, permitiéndole el acceso a equipo de última generación

## Organización
- Jefe
- Plana Mayor
- Compañía de Infantería de Monte A
- Compañía de Infantería de Monte B
- Compañía Comando y Servicios
- Banda Militar "Humaitá"

## Condecoraciones[27]
- Medalla al Mérito de la Provincia de Corrientes por el Conflicto de Malvinas (1998)
- Medalla del Gobierno de Santa Fe por en Conflicto de Malvinas
- Campaña de Malvinas - Ejército Argentino (1982)
- Palmas Sanmartinianas - Instituto Nacional Sanmartiniano
- Escudo "A los Bravos de Malvinas"